# Spławy Drugie
Spławy Drugie – wieś w Polsce położona w województwie lubelskim, w powiecie kraśnickim, w gminie Kraśnik.
| SIMC    | Nazwa  | Rodzaj    |
| ------- | ------ | --------- |
| 0383981 | Niziny | część wsi |

W latach 1975–1998 miejscowość administracyjnie należała do ówczesnego województwa lubelskiego.
Wieś stanowi sołectwo gminy Kraśnik. Według Narodowego Spisu Powszechnego (III 2011 r.) wieś liczyła 223 mieszkańców.
Wierni Kościoła rzymskokatolickiego należą do parafii Wniebowzięcia Najświętszej Maryi Panny w Kraśniku.

## Historia
Dawniej część wsi Spławy. Od 1867 w gminie Dzierzkowice w powiecie janowskim. W okresie międzywojennym miejscowość należała do powiatu janowskiego w woj. lubelskim. 1 września 1933 Spławy weszły w skład nowo utworzonej gromady Wyżnica w granicach gminy Dzierzkowice.
Po II wojnie światowej wojnie Spławy należały do powiatu kraśnickiego w woj. lubelskim. 3 listopada 1953 utworzono gromadę Spławy-Niziny jako osiemnastą w gminie Dzierzkowice.
W związku z reorganizacją administracji wiejskiej jesienią 1954, wschodnią część wsi Spławy oraz wieś Niziny włączono 5 października 1954 do Kraśnika, natomiast zachodnią część wsi Spławy (obecnie Spławy Drugie) włączono do nowo utworzonej gromada Olbięcin.
1 stycznia 1973 Spławy (obecnie Spławy Pierwsze) z Nizinami (obecnie część wsi Spławy Drugie) wyłączono ponownie z Kraśnika, natomiast mniejsza część, która pozostała w jego granicach tworzy obecną część miasta Spławy. Rozdzielone w 1954 roku wsie nadal tworzą osobne jednostki (Spławy Pierwsze i Spławy Drugie).